# أرماندو مارتينز
أرماندو مارتينز (4 مارس 1905 سيتوبال البرتغال - ) هو لاعب كرة قدم برتغالي يلعب كمهاجم، شارك في الألعاب الأولمبية الصيفية 1928.

## وصلات خارجية
- أرماندو مارتينز على موقع قاعدة بيانات كرة القدم.إي يو (الإنجليزية)
- أرماندو مارتينز على موقع عالم كرة القدم.نت (الإنجليزية)
- أرماندو مارتينز على موقع أوليمبيديا (الإنجليزية)